# Oleksandro-Akațatove, Dobrovelîcikivka
Oleksandro-Akațatove (în ucraineană Олександро-Акацатове) este un sat în comuna Novolutkivka din raionul Dobrovelîcikivka, regiunea Kirovohrad, Ucraina.

## Demografie
Componența lingvistică a localității Oleksandro-Akațatove
     Ucraineană (100%)
Conform recensământului din 2001, toată populația localității Oleksandro-Akațatove era vorbitoare de ucraineană (100%).